# Sowiniec (województwo kujawsko-pomorskie)
Sowiniec – osada leśna w Polsce położona w województwie kujawsko-pomorskim, w powiecie tucholskim, w gminie Cekcyn.
Miejscowość formalnie utworzono 1 stycznia 2013.